# Слободка (Сорочинський міський округ)
Слобо́дка (рос. Слободка) — селище у складі Сорочинського міського округу Оренбурзької області, Росія.

## Населення
Населення — 117 осіб (2010; 205 у 2002).
Національний склад (станом на 2002 рік):
- казахи — 86 %